# وست‌امریکا بنک
وست‌امریکا بنک (انگلیسی: Westamerica Bank) شرکت خدمات مالی و بانکداری آمریکایی است، که در سال ۱۹۷۳ تأسیس شد.